# Крюгер, Эльза
Эльза Крюгер (нем. Else Krüger, в замужестве Джеймс, нем. James; 9 февраля 1915, Альтона, Гамбург, Германская империя — 24 января 2005, Германия) — секретарь и вероятная любовница Мартина Бормана в 1942—1945 годах.

## Биография
Эльза Крюгер родилась в 1915 году в Гамбурге. С конца 1942 года она была личным секретарём Мартина Бормана и, вероятно, состояла с ним в сексуальных отношениях. Вместе с другими нацистами она пребывала в Фюрербункере. 30 апреля 1945 года Гитлер и его супруга Ева Браун покончили с собой. 1 мая около половины девятого вечера Крюгер покинула Фюрербункер в составе группы, возглавлял которую СС-бригадефюрер Вильгельм Монке. В группу также входили личный пилот Гитлера Ганс Баур, группенфюрер Ганс Раттенхубер, секретари Герда Кристиан и Траудль Юнге и повар Констанция Манциарли. 2 мая Крюгер и другие были задержаны Красной армией. Борман пропал без вести и, как последствии было установлено, погиб в тот день.
В 1947 году Крюгер вышла замуж за британца Лесли Джеймса. Супруги жили вместе в Великобритании вплоть до смерти Джеймса в 1995 году. У них остался ребёнок, который отказался взаимодействовать с прессой. Эльза не писала мемуаров и не рассказывала о жизни на войне. Она ушла из жизни 24 января 2005 года, не дожив менее месяца до своего 90-летия. Её кончина не была предана широкой огласке, и в прессе ходили слухи, что она прожила гораздо дольше, вплоть до 100 лет.